# والودی ویبول

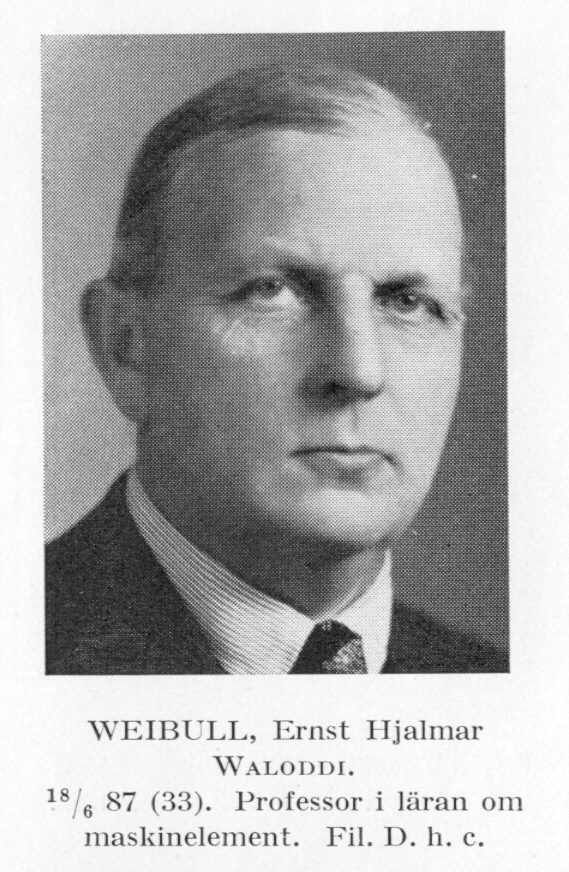
والودی ویبول، دانشمند و ریاضی‌دان سوئدی

ارنست هیالمار والودی ویبول (به سوئدی: Ernst Hjalmar Waloddi Weibull) (زادهٔ ۱۸۸۷ - درگذشتهٔ ۱۹۷۹)، مهندس، دانشمند و ریاضی‌دان اهل سوئد بود. وی در سال ۱۹۰۴ به عنوان یک ناوآموز به گارد ساحلی سوئد ملحق شد، و در سالهای پس از آن مدارج ترقی را تا درجه سرگردی در سال ۱۹۴۰ طی کرد. همزمان با خدمت در گارد ساحلی او تحصیلات خود را نیز در مؤسسه سلطنتی فناوری (KTH) ادامه داد. او در سال ۱۹۲۴ فارغ‌التحصیل شده و به درجه استاد تمامی دست یافت. ویبول درجه دکتری خود را در سال ۱۹۳۲ از دانشگاه اوپسالا دریافت کرد. او همچنین به عنوان مهندس مشاور در صنایع آلمان و سوئد فعالیت می‌کرد.
ویبول در سال ۱۹۷۹ در فرانسه درگذشت.